# Auktionskatalog

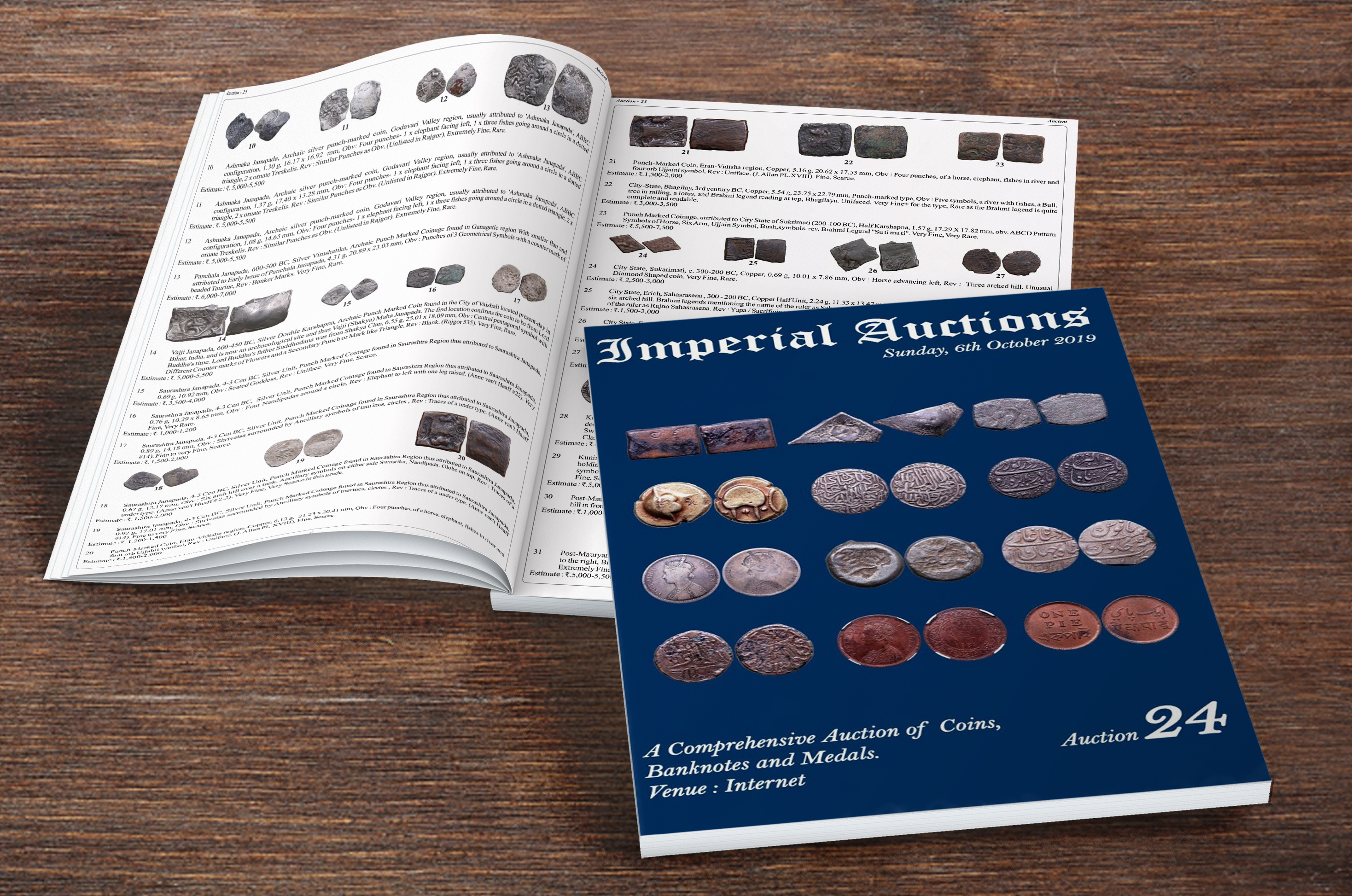
Beispiele für Kataloge

Ein Auktionskatalog ist ein Verzeichnis der bei einer Auktion zur Versteigerung angebotenen Objekte. Er dient vor allem der Vorabinformation potentieller Interessenten, aber auch zur Dokumentation von Sammlungen oder als Nachschlagewerk. Parallel zu den in Buch- oder Heftform gedruckten und gebundenen Auktionskatalogen erscheinen inzwischen zunehmend auch Onlinekataloge im Internet. Bei den Onlineauftritten können oft nicht nur Objekte und Artikelbeschreibungen eingesehen, sondern auch Gebote abgegeben werden.

## Beschreibung
Auktionskataloge werden typischerweise für eher hochpreisige Sammlerobjekte z. B. im Bereich Kunstobjekte, Numismatik oder Philatelie, aber auch für Antiquitäten erstellt. Die zur Versteigerung angebotenen Objekte werden mehr oder weniger ausführlich beschrieben. In der Regel enthalten die Kataloge heute farbige Abbildungen der Objekte. Zum Teil sind die Ausrufpreise bzw. Mindestpreise angegeben, eventuell auch Schätzpreise, d. h. der vom Auktionshaus erwartete ungefähre Zuschlagpreis, manchmal steht aber auch nur der offene Vermerk „gegen Gebot“ dabei. Der Hinweis "ohne Limit" bedeutet, dass das Objekt auch zum niedrigsten möglichen Preis (im Extremfall z. B. ein Euro) zugeschlagen werden kann. Oft ist die Liste der bekannten Vorbesitzer als sogenannte Provenienz angegeben, weil das wertsteigernd sein kann – Objekte aus bekanntem Besitz erzielen oft höhere Gebote als vergleichbare Stücke ohne prominente Herkunft. Andererseits werden manchmal aus Diskretionsgründen nur vage Angaben gemacht (z. B. „aus süddeutschem Adelsbesitz“ oder ähnlich). Bei besonders exklusiven Sammelstücken sind mitunter zusätzliche Hintergrundinformationen rund um das Objekt enthalten.
Je nach Art der Auktion werden grundsätzlich zwei verschiedene Arten von Auktionskatalogen unterschieden:

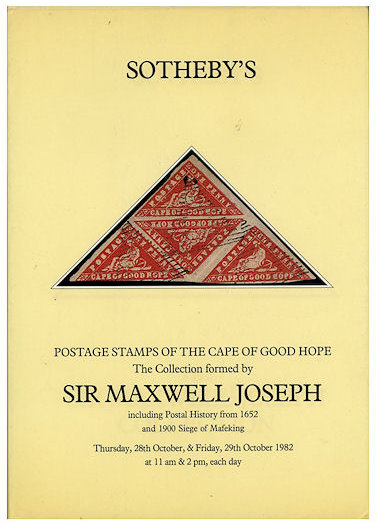
Beispiel für einen „Name Sale“-Katalog von 1982

- „Name Sale“-Kataloge, beispielsweise für eine Versteigerung einer umfangreichen Briefmarkensammlung eines berühmten Sammlers[1] oder die Versteigerung des Inventars eines Schlosses usw.
- Kataloge zu den anstehenden Auktionen eines Auktionshauses, dabei können die Versteigerungsobjekte aus verschiedenen Quellen stammen.

Bei Versteigerungen größerer Auktionshäuser gibt es oft mehrere verschiedene Auktionskataloge pro Auktion. So kann es spezialisierte Kataloge für verschiedene Kategorien von Objekten (z. B. Gemälde, Möbel, Porzellan usw.) oder alternativ für verschiedene Sammlungen bzw. größere Posten geben. Bei besonders exklusiven einzelnen Sammelstücken, gibt es manchmal separate Kataloge mit Hintergrundinformation, wie etwa die Vorbesitzergeschichte, bisherige Zeitschriftenartikel oder Prüfungsberichte und Echtheitsgutachten. Bei Gemälden kann etwa ein positives Gutachten eines maßgeblichen Experten für den betreffenden Künstler wertsteigernd sein.
Bei Kunst enthalten die Beschreibungen im Katalog jedoch üblicherweise mindestens folgende Angaben: Name des Künstlers oder Herstellers, Titel oder Bezeichnung, Datierung, Materialangaben bzw. Nennung der künstlerischen Technik, Abmessungen, Zustand. 
Nach den Auktionen wurden früher teilweise Listen mit Ergebnispreisen an die Katalogbesteller verschickt, was einerseits darüber informieren sollte, welche Stücke nicht verkauft wurden und im sog. Nachverkauf noch erhältlich sind, andererseits aber für Sammler von Interesse war, die auf diese Weise den potentiellen Verkaufswert ihrer eigenen Objekte ermitteln konnten. Mittlerweile verschicken viele Auktionshäuser jedoch keine Ergebnislisten mehr, weil die resultierenden Preise jetzt online in speziellen Datenbanken abrufbar sind.
Auktionskataloge sind oft eine wichtige Dokumentation für die wissenschaftliche Forschung, da viele der in ihnen beschriebenen und abgebildeten Stücke vor der Versteigerung unbekannt waren und ihr Verbleib nach der Auktion nicht mehr feststellbar ist. Auch die Zusammensetzung von historischen Sammlungen oder z. B. ganzen Schlossausstattungen lässt sich oft nur noch anhand von Versteigerungskatalogen rekonstruieren. Für die Erforschung der Provenienz von Kunstwerken, die vor allem zur Ermittlung von Raubkunst wichtig ist, werden Auktionskataloge häufig herangezogen.
Sie können darüber hinaus als Anhaltspunkte für die Preise von Objekten dienen, sowohl für den aktuellen Wert eines Objekts als auch für die Preisentwicklung in der Vergangenheit. Deshalb werden heute auch historische Auktionskataloge digitalisiert, um sie für Forschungszwecke zugänglich zu machen, wie z. B. im Projekt “Kunst – Auktionen – Provenienzen. Der deutsche Kunsthandel im Spiegel der Auktionskataloge der Jahre 1901 bis 1929” Für neuere Auktionsergebnisse gibt es verschiedene Datenbanken, aus denen sich etwa die Preise ermitteln lassen, die für Werke eines bestimmten Künstlers in den letzten Jahren erzielt wurden.
Nicht zuletzt sind hochwertige Auktionskataloge auch selbst Sammelobjekte. Privatleute und Fachbibliotheken sammeln mitunter Kataloge, insbesondere von Auktionen renommierter Sammler oder berühmter Sammlungen bzw. Sammelobjekten.